# Кроуфорд (окръг, Мисури)
Вижте пояснителната страница за други значения на Кроуфорд.
Окръг Кроуфорд (на английски: Crawford County) е окръг в щата Мисури, Съединени американски щати. Площта му е 1927 km², а населението - 23 970 души. Административен център е град Стийлвил.